# Jay Johnston
Jay Johnston (Chicago, 22 ottobre 1968) è un attore e comico statunitense.
È noto soprattutto per il suo lavoro come sceneggiatore e membro del cast di Mr. Show with Bob and David e per i suoi ruoli in The Sarah Silverman Program, Arrested Development - Ti presento i miei e la serie animata Bob's Burgers.

## Carriera
Dopo essersi diplomato al college, Johnston si è unito al gruppo comico Chicago Second City per diversi anni e si è anche esibito in spettacoli teatrali all'Annoyance Theatre di Chicago.
Dal 1995 al 1998, Johnston ha lavorato come attore e scrittore di sketch in tutte e quattro le stagioni di Mr. Show with Bob and David. Dopo la conclusione di Mr. Show, Johnston ha avuto un ruolo ricorrente in Arrested Development - Ti presento i miei, oltre ad apparire in film come Anchorman - La leggenda di Ron Burgundy e L'uomo bicentenario. Johnston e altri ospiti abituali del Mr. Show, Dino Stamatopoulos e Scott Adsit, facevano parte del team creativo dietro la serie animata in stop-motion Moral Orel di Adult Swim, andata in onda dal 2005 al 2008. Johnston ha scritto e diretto episodi della serie e doppiato diversi personaggi nelle prime due stagioni.
Johnston ha recitato in tutte e tre le stagioni di The Sarah Silverman Program di Comedy Central nei panni dell'ufficiale Jay McPherson. La serie ha riunito Johnston con i membri del cast di Mr. Show quali Brian Posehn, Scott Aukerman, B. J. Porter e Paul F. Tompkins. Johnston ha avuto un ruolo vocale ricorrente nei panni di Jimmy Pesto Sr. nella serie animata Bob's Burgers di Fox dal 2011, fino al suo licenziamento nel 2021.

## Doppiatori italiani
Nelle versioni in italiano dei suoi lavori, Jay Johnston è stato doppiato da:
- Riccardo Rossi in Malcolm
- Fabrizio Pucci in The Sarah Silverman Program

Da doppiatore è sostituito da:
- Stefano Brusa in Bob's Burgers
- Fabrizio Pucci in Mr. Pickles